# Rodzina guzów Ewinga
Rodzina guzów Ewinga (ang. Ewing family of tumors, EFTs) – grupa nowotworów, do której zalicza się, obok guza Ewinga kości (ETP), pozaczaszkowe guzy Ewinga (EOE, extraosseous Ewing's tumors), prymitywne nowotwory neuroektodermalne (PNETs) oraz guzy Askina (PNET klatki piersiowej).